# Voisin III
Il Voisin III fu un aereo militare multiruolo, monomotore in configurazione spingente, biposto e biplano, sviluppato dall'azienda aeronautica francese Voisin nei primi anni dieci del XX secolo.
Progettato dal pioniere dell'aviazione Gabriel Voisin come sviluppo dalla maggiore potenza disponibile del precedente Voisin I, venne utilizzato nelle prime fasi della prima guerra mondiale,  principalmente come bombardiere leggero ma anche come aereo da ricognizione e aereo da caccia, lento ma sicuro data la sua struttura metallica, il carrello triciclo e i freni alle ruote.

## Impiego operativo
Il modello venne introdotto nel 1914 come equipaggiamento dei reparti di ricognizione aerea dell'Aéronautique Militaire, la componente aerea dell'Armée de terre (l'esercito francese), e utilizzato durante le prime fasi della prima guerra mondiale, sul fronte occidentale principalmente dai francesi e su quello orientale principalmente dall'Imperatorskij voenno-vozdušnyj flot, l'aeronautica militare dell'Impero russo.
Altri utilizzatori furono il Corpo Aeronautico italiano e il britannico Royal Flying Corps, oltre alla Reale aeronautica militare belga (Aviation militaire/Militair Vliegwezen) e la rumena Forțele Aeriene Regale ale României.
Vista la robustezza della sua struttura metallica nel 1918 viene utilizzato anche in missioni speciali per trasportare agenti informatori e sabotatori oltre la prima linea nemica.

## Velivoli attualmente esistenti
Un esemplare, nella versione LAS, è conservato al Musée de l'air et de l'espace di Parigi.

## Utilizzatori
Belgio
- Aviation militaire/Militair Vliegwezen

 Francia
- Aéronautique Militaire
- Aéronautique navale

 Italia
- Corpo Aeronautico

 Regno Unito
- Royal Flying Corps
- Royal Naval Air Service

 Romania
- Aeronautica Regală Românã

 Impero russo
- Imperatorskij voenno-vozdušnyj flot

 RSFS Russa
- Raboče-Krest'janskij Krasnyj vozdušnyj flot

 Serbia
- Srpska avijacija

 Svizzera
- Forze aeree svizzere

 Ucraina
- Viys'kovo-Povitriani Syly Ukrayiny